# Andrea Mandorlini
Andrea Mandorlini (Ravenna, 17 de julho de 1960) é um ex-futebolista e treinador de futebol italiano que atuava como zagueiro ou meio-campista. Atualmente comanda o Padova.

## Carreira
Em sua carreira como jogador, iniciada em 1978 no Torino (embora sua estreia oficial fosse em 1979), Mandorlini passou também por Atalanta e Ascoli até 1984, quando foi contratado pela Internazionale, onde viveu sua melhor fase. Destacou-se, principalmente, na temporada 1988-89, onde a equipe treinada por Giovanni Trapattoni obteve a maior pontuação na história da Série A quando as vitórias valiam 2 pontos na época - 58 no total, além de ser um dos líderes de uma defesa que sofreu apenas 19 gols.
Nas temporadas de 1989-90 e 1990-91, perdeu espaço para os jovens Sergio Battistini e Massimo Paganin, embora continuasse importante no elenco nerazzurro e participasse da maioria dos jogos na campanha que deu o título da Copa da UEFA (atual Liga Europa). Depois de 180 jogos e 9 gols, saiu da Inter e assinou com a Udinese, onde permaneceu por 2 temporadas. Chegou a jogar com o argentino Roberto Sensini, um dos principais zagueiros do futebol italiano na década de 1990 e início da década seguinte, antes de se aposentar em 1993, aos 32 anos de idade.

## Carreira como técnico
Pouco depois de encerrar a carreira, Mandorlini virou técnico do Manzanese, equipe amadora da província de Údine, porém não teve um bom desempenho. Ainda em 1993, virou auxiliar-técnico do Ravenna, pelo qual deu os primeiros passos no futebol. Voltaria a ser treinador em 1998, comandando a Triestina.
Ele ainda treinou Spezia, Vicenza, Atalanta, Bologna, Padova, Siena, Sassuolo e CFR Cluj (primeiro clube não-italiano em que trabalhou e onde venceu o Campeonato Romeno, a Copa nacional e a Supercopa) até 2010, quando voltaria ao país natal para comandar o Hellas Verona. Em 5 temporadas e meia, levou a equipe da Lega Pro Prima Divisione para a primeira divisão, que não disputava desde 2002, mas terminaria demitido em novembro de 2015 após uma sequência de maus resultados. Desde então, Mandorlini permaneceu o ano de 2016 sem treinar nenhum time. Voltaria à ativa em fevereiro de 2017, substituindo o croata Ivan Jurić no Genoa. Sua passagem pelos Grifoni durou apenas 6 jogos.
Em abril de 2018, foi contratado para o lugar de Attilio Tesser na Cremonese. Foram 15 partidas sob o comando de Mandorlini, com 3 vitórias, 8 empates e 4 derrotas.
Não comandou nenhuma equipe em 2019, voltando à ativa em janeiro do ano seguinte para comandar o Padova pela segunda vez, no lugar de Salvatore Sullo.

## Seleção
Mesmo vivendo boa fase na Internazionale, nunca foi convocado para defender a Seleção Italiana principal, tendo jogado apenas 1 vez pela equipe Sub-21, em 1980.

## Vida pessoal
Seus filhos, Matteo e Davide, também são jogadores de futebol - o primeiro (nascido em 1988) foi revelado pelo Parma em 2006, atuando em um jogo; Davide (o mais velho, nascido em 1983), assim como seu pai, iniciou a carreira no Ravenna em 2001 e teve passagem razoável pelo Perugia entre 2005 e 2007.

## Títulos

### Como jogador
Internazionale
- Campeonato Italiano: 1988–89
- Supercopa da Itália: 1989
- Copa da UEFA: 1990–91

### Como treinador
Spezia
- Série C2: 1999–00

CFR Cluj
- Campeonato Romeno: 2009–10
- Copa da Romênia: 2009–10
- Supercopa da Romênia: 2010